# Jamie Korab
Jamie Korab, född den 28 november 1979 i Harbour Grace i Newfoundland och Labrador, är en kanadensisk curlingspelare.
Han tog OS-guld i herrarnas curlingturnering i samband med de olympiska curlingtävlingarna 2006 i Turin.